# Emotki. Film
Emotki. Film (ang. The Emoji Movie) – amerykański film animowany z 2017 roku w reżyserii Tony’ego Leondisa, wyprodukowany przez wytwórnię Columbia Pictures.
Premiera filmu odbyła się w Stanach Zjednoczonych 28 lipca 2017. W Polsce premiera filmu odbyła się 13 października 2017.

## Fabuła
Akcja filmu rozgrywa się w Tekstopolis – mieście, w którym mieszkają i pracują emotki. Ich metropolia tętni życiem, a każda z emotków ma wyznaczone zadanie do wykonania i jedną konkretną emocję, którą wyraża. Każda – z wyjątkiem Minka i jego Ojca – potrafi wyrazić wszystkie uczucia. Kiedy okazuje się, że miasto Tekstopolis może lec w gruzach z powodu nieznanego dotąd błędu aplikacji, Minka z dwojgiem przyjaciół – Piątką i hakerką Matrix próbują powstrzymać zbliżającą się katastrofę.

## Obsada
| Rola | Aktor              | Polski dubbing        |
| --- | ------------------ | --------------------- |
| Minek | T.J. Miller        | Paweł Ciołkosz        |
| Piątka | James Corden       | Szymon Roszak         |
| Matrix | Anna Faris         | Monika Pikuła         |
| Uśmiech | Maya Rudolph       | Katarzyna Kwiatkowska |
| Eric Etam | Steven Wright      | Wojciech Paszkowski   |
| Ellen Etam | Jennifer Coolidge  | Lidia Sadowa          |
| Kupa | Patrick Stewart    | Marek Barbasiewicz    |
| Alex | Jake T. Austin     | Karol Osentowski      |
| Akiko Glitter | Christina Aguilera | Agnieszka Mrozińska   |
| Wersja polska: Start International Polska Reżyseria: Elżbieta Kopocińska Dialogi polskie: Bartosz Wierzbięta Dźwięk i montaż: Renata Gontarz Kierownictwo produkcji: Dorota Nyczek W pozostałych rolach: Angelika Mucha (Księżniczka), Agnieszka Stachurska (Aniołek), Daniel Ferreri (Pizza), Stuu (Smażona Krewetka), Marcin Dubiel (Ciacho), Jan Dąbrowski (Beksa), Damian Kordas (Ciasteczko Szczęścia), Patryk Woźniak (Game Die), Adam Zdrójkowski (Rechot), Kuba Zdrójkowski (Ram Technik), Dariusz Odija, Paweł Szczesny |                    |                       |

## Odbiór

### Box office
Z dniem 8 października 2017 roku film Emotki. Film zarobił łącznie $85 milionów dolarów w Stanach Zjednoczonych i Kanadzie, a $114.7 milionów w pozostałych państwach; łącznie $199.7 milionów, w stosunku do budżetu produkcyjnego $50 milionów.

### Krytyka w mediach
Film Emotki. Film spotkał się z negatywnymi recenzjami od krytyków. Agregujący recenzje filmowe serwis Rotten Tomatoes, w oparciu o sto trzy omówienia, okazał obrazowi 10-procentowe wsparcie (średnia ocena wyniosła 2,6 na 10). Na portalu Metacritic średnia ocen z 26 recenzji wyniosła 12 punktów na 100.
Zdobył cztery Złote Maliny w kategoriach: najgorszy film, najgorszy reżyser, najgorszy scenariusz i najgorsze ekranowe połączenie.